# Soyuz TM-9
Soyuz TM-9 fue la novena expedición lanzada a la estación orbital Mir, y la sexta de larga duración (EO-6), realizada entre el 5 de septiembre de 1989 y el 19 de febrero de 1990.

## Tripulación
| Posición           | Cosmonautas                     |
| ------------------ | ------------------------------- |
| Comandante         | Anatoli Soloviov                |
| Ingeniero de vuelo | Aleksandr Nikolayevich Balandin |

## Parámetros de la Misión
- Masa: 7 150 kg
- Perigeo: 390 km
- Apogeo: 392 km
- Inclinación: 51.6°
- Periodo: 92.4 minutos

## Misión
Esta misión realizó el relevo a la tripulación Soyuz TM-8, coincidiendo durante 6 días en la estación.  La nave pasó 176 días acoplada al Mir.